# Голубково (Брянская область)
Голубково — деревня в Жирятинском районе Брянской области, в составе Морачёвского сельского поселения. 
 Расположена в 7 км к юго-западу от села Морачёво, в 4 км к западу от села Высокое. Постоянное население с 2004 года отсутствует.

## История
Упоминается с XVIII века; бывшее владение Мещерских. Состояла в приходе села Высокое.
С 1861 по 1924 год входила в Княвицкую волость Брянского (с 1921 — Бежицкого) уезда; с 1924 года в Жирятинскую волость, с 1929 в Жирятинский район, а при его временном расформировании (1932—1939, 1957—1985) — в Жуковский район.
С 1920-х гг. по 2005 входила в Высокский сельсовет.
| Годы      | 1866 | 1926 | 1979 | 1989 | 2002 | 2010 |
| --------- | ---- | ---- | ---- | ---- | ---- | ---- |
| Население | 73   | 243  | 109  | 39   | 4    | 0    |